# 平修二
平 修二（たいら しゅうじ、1920年10月22日 - 1978年10月23日）は日本の機械工学者。

## 経歴
兵庫県出身。甲陽中学校（19回卒）、姫路高等学校 (旧制)（現在の神戸大学）を経て、京都帝国大学卒。昭和32年京都大学教授となる。1971年、金属材料の強度に関する研究で、横堀武夫とともに、日本学士院賞を受賞。X線フラクトグラフィの権威。

## 人物
姫路高校時代は水泳に打ち込んだ。その著書はしばしば大学の機械工学科で教科書として用いられた。
元衆議院議員の平智之は息子。

## 著書
- 『現代弾性力学』
- 『材料の高温強度論』
- 『現代材料力学』